# Jeu de rôle en ligne compétitif
Jeu de rôle en ligne compétitif ou CORPG (Competitive online role-playing game), est un terme officieux désignant un jeu de rôle en ligne principalement axé JcJ (joueur contre joueur) et souvent accompagné de tournois à intervalles réguliers. Il fut utilisé pour la première fois par l'équipe de développement de Guild Wars afin de le distinguer des MMORPG traditionnels.

## Exemples
- Guild Wars
- Fury